# Kohomologie mit kompaktem Träger
Kohomologie mit kompaktem Träger, kurz auch kompakte Kohomologie, ist in der Mathematik eine Variante diverser Kohomologietheorien bei der nur Kozyklen mit in gewissem Sinne kompaktem Träger verwendet werden. Sie findet insbesondere Anwendung im Beweis der Poincaré-Dualität, und sogar in deren Formulierung für nicht-kompakte Mannigfaltigkeiten.

## Singuläre Kohomologie mit kompaktem Träger
Die singuläre Kohomologie mit kompaktem Träger {\displaystyle H_{c}^{*}(X;R)} ist definiert als die Homologie des Unterkomplexes {\displaystyle C_{c}^{*}(X;R)\subseteq C^{*}(X;R)}, der aus allen Koketten {\displaystyle \alpha } besteht die in dem Sinne einen kompakten Träger haben als dass eine kompakte Menge {\displaystyle K\subseteq X} existiert für die {\displaystyle \alpha } auf allen in {\displaystyle X\setminus K} enthaltenen Ketten verschwindet. Der Koeffizientenring {\displaystyle R} ist dabei ein beliebiger kommutativer Ring mit Eins und spielt keine besonders große Rolle, weshalb er im Folgenden in der Notation ausgelassen wird.
Alternativ lässt sich die singuläre Kohomologie mit kompaktem Träger auch als direkter Limes über alle lokalen Kohomologiegruppen {\displaystyle H^{*}(X|K):=H^{*}(X,X\setminus K)} für kompakte {\displaystyle K\subseteq X} definieren, wobei diese mit den Abbildungen {\displaystyle H^{*}(X|K)\to H^{*}(X|L)} als gerichtetes System aufgefasst werden, die von den Inklusionen {\displaystyle (X,X\setminus L)\hookrightarrow (X,X\setminus K)} für {\displaystyle K\subseteq L} induziert werden. Die Äquivalenz zur vorherigen Definition kommt dabei daher dass jede Kohomologieklasse in {\displaystyle H^{*}(X|K)} auch durch einen Kozykel mit Träger in {\displaystyle K} repräsentiert werden kann, wodurch Homomorphismen {\displaystyle H^{*}(X|K)\to H_{c}^{*}(X)} definiert werden die im Limit einen Isomorphismus {\displaystyle \varinjlim H^{*}(X|K)\simeq H_{c}^{*}(X)} ergeben.

### Funktorialität
Im Allgemeinen induzieren stetige Abbildungen {\displaystyle f:X\to Y} *keine* Homomorphismen {\displaystyle f^{*}:H_{c}^{*}(Y)\to H_{c}^{*}(X)}; im Gegensatz zu anderen Kohomologietheorien definiert die Kohomologie mit kompakten Träger also keinen kontravarianten Funktor auf der Kategorie aller topologischen Räume und stetigen Abbildungen. Grund dafür ist, dass das Pullback {\displaystyle f^{*}(c)\in C^{*}(X)} einer Kokette {\displaystyle c\in C_{c}^{*}(Y)} mit kompaktem Träger entlang einer stetigen Abbildung im Allgemeinen selbst keinen kompakten Träger haben muss. Für eigentliche Abbildungen ist das aber der Fall, sodass {\displaystyle H_{c}^{*}} immerhin einen Funktor auf der Kategorie aller topologischen Räume und eigentlichen Abbildungen bildet. Mit der Definition als direkter Limes kann das auch daran gesehen werden, dass {\displaystyle f:X\to Y} für alle kompakten {\displaystyle K\subseteq Y} Homomorphismen {\displaystyle f^{*}:H^{*}(Y|K)\to H^{*}(X|f^{-1}(K))} induziert, aber {\displaystyle f^{-1}(K)} nur für eigentliche {\displaystyle f} kompakt ist.
Gleichzeitig induzieren Inklusionen {\displaystyle i:A\hookrightarrow X} von offenen Teilmengen {\displaystyle A\subseteq X} in Hausdorff-Räume aber auch auf kovariante Weise Abbildungen {\displaystyle i_{*}:H_{c}^{*}(A)\to H_{c}^{*}(X)}. Das kann dadurch gesehen werden, dass sich Kozykel in {\displaystyle C_{c}^{*}(A)} zu Kozykeln in {\displaystyle C_{c}^{*}(X)} erweitern lassen, oder abstrakter dadurch dass laut dem Ausschneidungssatz für jedes kompakte {\displaystyle K\subseteq A} {\displaystyle H^{*}(A|K)\simeq H^{*}(X|K)} gilt und {\displaystyle K} auch eine kompakte Teilmenge von {\displaystyle X} ist.

### Weitere Eigenschaften
Für kompakte Räume {\displaystyle X} gilt {\displaystyle H_{c}^{*}(X)=H^{*}(X)}, da dann jede Kokette einen kompakten Träger hat bzw. {\displaystyle H^{*}(X|X)=H^{*}(X)} ein größtes Element des gerichteten Systems der {\displaystyle H^{*}(X|K)} ist.
Für lokalkompakte Räume {\displaystyle X} deren Einpunktkompaktifizierung {\displaystyle X^{*}} in {\displaystyle \infty } lokal zusammenziehbar ist {\displaystyle H_{c}^{*}(X)} zudem zur reduzierten Kohomologie {\displaystyle {\tilde {H}}^{*}(X^{*})} von {\displaystyle X^{*}} isomorph. Insbesondere gilt also z. B. {\displaystyle H_{c}^{*}(\mathbb {R} ^{n})\simeq {\tilde {H}}^{*}(S^{n})}, d. h. {\displaystyle H_{c}^{n}(\mathbb {R} ^{n})\simeq G} und {\displaystyle H_{c}^{k}(\mathbb {R} ^{n})=0} für {\displaystyle k\neq n}.
Wie das Beispiel der {\displaystyle H_{c}^{*}(\mathbb {R} ^{n})} zeigt ist Kohomologie mit kompaktem Träger keine Homotopieinvariante. Stattdessen wird sie nur von eigentlichen Homotopieäquivalenzen erhalten, also Homotopieäquivalenzen, bei denen alle beteiligten Abbildungen eigentlich sind. Das liegt nicht nur daran dass nur eigentliche Abbildungen {\displaystyle f:X\to Y} Homomorphismen {\displaystyle f^{*}:H_{c}^{*}(Y)\to H_{c}^{*}(X)} induzieren, sondern auch daran dass nur eigentliche homotope Abbildungen identische Homomorphismen auf {\displaystyle H_{c}^{*}} induzieren. Ein Beispiel zweier homotoper aber nicht eigentlich homotoper Abbildungen die unterschiedliche Abbildungen auf {\displaystyle H_{c}^{*}} induzieren sind die Abbildungen {\displaystyle \pm {\textrm {id}}:\mathbb {R} \to \mathbb {R} }.
Es existiert zudem eine Variante der Mayer-Vietoris-Sequenz für Kohomologie mit kompaktem Träger: wenn {\displaystyle U,V\subseteq X} zwei offene Teilmengen eines Hausdorff-Raums {\displaystyle X} mit {\displaystyle U\cup V=X} sind fügen sich die von den Inklusionen {\displaystyle U\cap V\hookrightarrow U}, {\displaystyle U\cap V\hookrightarrow V}, {\displaystyle U\hookrightarrow X} und {\displaystyle V\hookrightarrow X} auf kovariante Weise induzierten Abbildungen in eine lange exakte Sequenz
{\displaystyle ...\to H_{c}^{k}(U\cap V)\to H_{c}^{k}(U)\oplus H_{c}^{k}(V)\to H_{c}^{k}(X)\to H_{c}^{k+1}(U\cap V)\to ...}
ein. Diese kann als direkter Limes der exakten Sequenzen
{\displaystyle ...\to H^{k}(U\cap V|K\cap L)\to H^{k}(U|K)\oplus H^{k}(V|L)\to H^{k}(X|K\cup L)\to H^{k+1}(U\cap V|K\cap L)\to ...}
konstruiert werden, die für kompakte {\displaystyle K\subseteq U} und {\displaystyle L\subseteq V} mit dem Ausschneidungssatz aus den relativen Mayer-Vietoris-Sequenzen zu den Paaren {\displaystyle (X,X\setminus (K\cap L))}, {\displaystyle (X,X\setminus K)} und {\displaystyle (X,X\setminus L)} hervorgehen.

### Anwendung: Poincaré-Dualität
Eine wichtige Anwendung der Kohomologie mit kompaktem Träger ist die sogenannte Poincaré-Dualität: diese besagt in ihrer einfachsten Form, dass für geschlossene orientierbare {\displaystyle n}-Mannigfaltigkeiten für alle {\displaystyle k} ein Isomorphismus {\displaystyle H^{k}(M)\simeq H_{n-k}(M)} besteht. Für nicht-kompakte {\displaystyle n}-Mannigfaltigkeiten gilt das aber bereits nicht mehr, da z. B. {\displaystyle H^{n}} auf diesen im Gegensatz zu {\displaystyle H_{0}} immer verschwindet. Dieses Problem wird gerade durch die Kohomologie mit kompaktem Träger gelöst: {\displaystyle H_{c}^{n}} ist auch für nicht-kompakte orientierbare {\displaystyle n}-Mannigfaltigkeiten nicht trivial, und es existiert für alle orientierbaren {\displaystyle n}-Mannigfaltigkeiten ein Isomorphismus {\displaystyle H_{c}^{k}(M)\simeq H_{n-k}(M)}.
Tatsächlich ist Kohomologie mit kompaktem Träger aber sogar nicht nur für die Poincaré-Dualität auf nicht-kompakten Mannigfaltigkeiten relevant, sondern auch für die auf kompakten. Bewiesen wird die Poincaré-Dualität nämlich induktiv über verschiedene offene Teilmengen von {\displaystyle M}, was auch wenn {\displaystyle M} kompakt ist bereits die allgemeinere Formulierung über Kohomologie mit kompaktem Träger benötigt. Für kompakte {\displaystyle M} kann über den Isomorphismus {\displaystyle H_{c}^{k}(M)\simeq H^{k}(M)} dann von dieser wieder auf die speziellere Form der Aussage geschlossen werden.

## De-Rham-Kohomologie mit kompaktem Träger
Die De-Rham-Kohomologie besitzt ebenfalls eine Variante mit kompaktem Träger, definiert als die Homologie des Unterkomplexes {\displaystyle \Omega _{c}^{*}(M)\subseteq \Omega ^{*}(M)} der aus allen Formen mit kompaktem Träger besteht. Wie die normale De-Rham-Kohomologie {\displaystyle H_{\textrm {DR}}^{*}(M)} ist auch die kompakte De-Rham-Kohomologie {\displaystyle H_{\textrm {DR,c}}^{*}(M)} mit einer Variante des Satzes von De Rham natürlich isomorph zur entsprechenden singulären Kohomologie {\displaystyle H_{c}^{*}(M;\mathbb {R} )}. Insbesondere gelten die meisten der oben genannten Eigenschaften von {\displaystyle H_{c}^{*}} auch für die kompakte De-Rham-Kohomologie; {\displaystyle H_{\textrm {DR,c}}^{*}} ist kontravariant funktoriell auf eigentlichen glatten Abbildungen, kovariant auf Inklusionen von offenen Teilmengen, besitzt eine Mayer-Vietoris-Sequenz und erfüllt die Poincaré-Dualität {\displaystyle H_{\textrm {DR,c}}^{k}(M)\simeq H_{n-k}(M;\mathbb {R} )} auf orientierbaren Mannigfaltigkeiten. Rein differentialgeometrische Beweise dieser Eigenschaften finden sich u. a. im Buch von Bott und Tu (siehe §Literatur), wobei die Poincaré-Dualität dort ohne Erwähnung der singulären Homologie als {\displaystyle H_{\textrm {DR}}^{k}(M)\simeq (H_{\textrm {DR,c}}^{n-k}(M))^{*}} formuliert ist. Der Zusammenhang zur üblichen Formulierung ergibt sich mit {\displaystyle H_{\textrm {DR}}^{k}(M)\simeq H^{k}(M;\mathbb {R} )\simeq (H_{k}(M;\mathbb {R} ))^{*}} aus dem De-Rham-Isomorphismus und dem universellen Koeffizientensatz.